# Pristimantis versicolor
Espèce
Synonymes
- Eleutherodactylus versicolor Lynch, 1979

Statut de conservation UICN

 LC  : Préoccupation mineure
Pristimantis versicolor est une espèce d'amphibiens de la famille des Craugastoridae.

## Répartition
Cette espèce se rencontre :
- en Équateur dans les provinces de Loja et de Zamora-Chinchipe entre 2 750 et 3 100 m d'altitude ;
- au Pérou dans la région d'Amazonas entre 665 et 1 750 m d'altitude.

## Description
Les mâles mesurent de 19,3 à 25,2 mm et les femelles de 22,7 à 29,8 mm.

## Publication originale
- Lynch, 1979 : Leptodactylid frogs of the genus Eleutherodactylus from the Andes of southern Ecuador. Miscellaneous Publication, Museum of Natural History, University of Kansas, no 66, p. 1-62 (texte intégral).